# Ludwig Neefs
Ludwig Neefs (Mechelen, 23 november 1962) is een Belgisch ondernemer en voormalig politicus voor VLD/Open Vld. 

## Levensloop
Hij zetelde in het college van burgemeester en schepenen van Mechelen en werd in 2006 provincieraadslid (in opvolging van Bart Somers, die verkozen was, maar verzaakte). Neefs werd meteen voorzitter van de Antwerpse provincieraad, een functie die hij 6 jaar uitoefende. Bij de lokale verkiezingen van 2012 was hij lijsttrekker voor het provinciedistrict Mechelen. Hij zei de politiek vaarwel nadat hij niet opnieuw verkozen werd en concentreerde zich op zijn vastgoed-carrière.
Van 2004 tot 2006 cumuleerde hij 8 à 9 mandaten, waarvan 1 bezoldigd. In 2004 voldeed hij niet aan de verplichting om een mandatenlijst of vermogensaangifte in te dienen.
Ludwig Neefs is gehuwd en vader van twee zonen. Hij is de zoon van Louis Neefs en de broer van Gunther Neefs.